# Hexatoma yerburyi
Hexatoma yerburyi är en tvåvingeart som först beskrevs av Edwards 1921.  Hexatoma yerburyi ingår i släktet Hexatoma och familjen småharkrankar.
Artens utbredningsområde är Sri Lanka. Inga underarter finns listade i Catalogue of Life.